# 2. Sinfonie (Schumann)

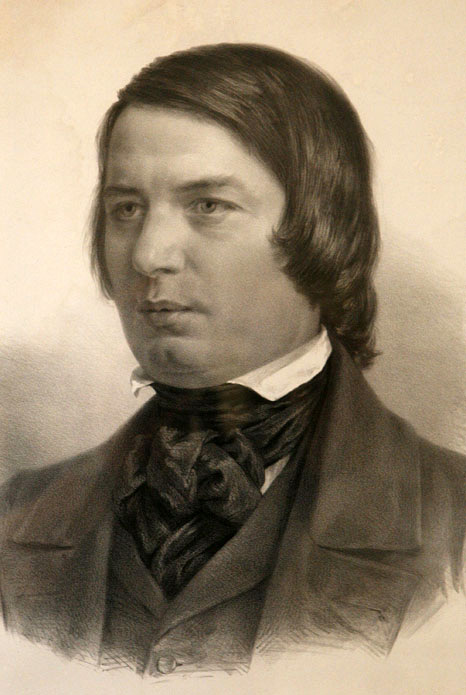
Robert Schumann

Die Sinfonie Nr. 2 C-Dur op. 61 schrieb Robert Schumann in den Jahren 1845 und 1846. Chronologisch gesehen ist es seine 3. Sinfonie, da er die Sinfonie in d-Moll bereits 1841 geschrieben hatte. Diese blieb jedoch zunächst unveröffentlicht, erst 1851 überarbeitete Schumann diese, so dass sie als seine 4. Sinfonie veröffentlicht wurde.

## Entstehungsgeschichte
Die Sinfonie in C-Dur entstand in der Zeit, in der Schumanns Gesundheit einen ersten Tiefpunkt erreicht hatte; er litt an psychischen Krisen (Depression) und wurde von rätselhaften Krankheiten geplagt. Ihn belastete, dass seine Hoffnungen auf eine Anstellung am Leipziger Gewandhaus sich nicht erfüllten. Robert und Clara Schumann zogen 1844 nach Dresden, wo er weitgehend anonym leben konnte.
Man kann die Sinfonie mithilfe seiner zwei Phantasiebrüder Florestan und Eusebius deuten. Manche Interpretationen gehen dahin, dass jedes Thema, jede Stimmung von einem dieser beiden „komponiert“ wurde. 
Eine große Beeinflussung der Sinfonie durch Werke von Johann Sebastian Bach ist unüberhörbar. Schumann sagte, er werde sich von seiner Depression heilen, indem er Bach studiere und diese Sinfonie schreibe.
Die Uraufführung fand am 5. November 1846 im Leipziger Gewandhaus statt; Felix Mendelssohn Bartholdy dirigierte das Werk aus Schumanns Manuskript. Die Erstausgabe erschien im November 1847 im Verlag von Friedrich Whistling. Sie ist Oscar I., König von Schweden und Norwegen gewidmet.

## Orchesterbesetzung
2 Flöten, 2 Oboen, 2 Klarinetten, 2 Fagotte, 2 Hörner, 2 Trompeten, 3 Posaunen, Pauken in C und G, Streicher in 5 Stimmen I. Violinen, II. Violine, Viola, Violoncello, Kontrabass

## Struktur
Die Sinfonie besteht aus vier Sätzen, wobei der 2. und 3. Satz entgegen den Prinzipien der klassischen Sinfonie vertauscht sind, wie dies auch schon Beethoven in seiner 9. Sinfonie und Mendelssohn in seiner Reformationssinfonie angewandt haben. Die vier Sätze tragen die Bezeichnungen:
1. Sostenuto assai – Allegro ma non troppo (mit einer langsamen und feierlichen Einleitung)
2. Scherzo. Allegro vivace
3. Adagio espressivo
4. Allegro molto vivace